# Nokia N
Nokia N – seria telefonów komórkowych firmy Nokia z serii N to klasa telefonów multimedialnych.
Są przeznaczone do zastosowań głównie multimedialnych (zdjęcia, filmy, muzyka), choć dzięki wielu dostępnym aplikacjom mogą przydać się biznesmenom. Smartfony te są oparte na systemie operacyjnym Symbian, większość jest wyposażonych w technologię Wi-Fi, posiadają własną przeglądarkę internetową, slot kart pamięci typu microSD, miniSD i aparat fotograficzny.
Nokia N8 to ostatni telefon serii N wyposażony w system operacyjny Symbian.
Kolejne telefony wyposażone będą w oparty na Linuksie system dla urządzeń mobilnych MeeGo. Powstał z połączenia platform Maemo (stworzona przez Nokię) i Moblin (stworzona przez Intela).

## Telefony z rodziny N
- Nokia N70
- Nokia N71
- Nokia N72
- Nokia N73
- Nokia N73 Music Edition
- Nokia N75
- Nokia N76
- Nokia N77
- Nokia N78
- Nokia N79
- Nokia N80
- Nokia N81
- Nokia N81 8GB
- Nokia N82
- Nokia N85
- Nokia N86 8MP
- Nokia N90
- Nokia N91
- Nokia N92
- Nokia N93
- Nokia N93i
- Nokia N95
- Nokia N95 Navi Edition
- Nokia N95 8GB
- Nokia N95-3 NAM (na rynek amerykański)
- Nokia N96
- Nokia N97
- Nokia N97 mini
- Nokia N8 – z systemem operacyjnym Symbian^3 i ekranem dotykowym
- Nokia N9 – model z system operacyjnym MeeGo „Harmattan”

### Tablety z systemem Maemo
- Nokia N800
- Nokia N810
- Nokia N900 (posiada funkcjonalność telefonu zgodnego z 3G/HSDPA)